# University of Otago
Die University of Otago (Māori: Te Whare Wānanga o Otāgo) ist die älteste Universität Neuseelands. Sie befindet sich in Dunedin, der Hauptstadt der Region Otago. Ihr Wahlspruch "sapere aude" ziert Wappen und Symbol der Universität.

## Geschichte

### Universität

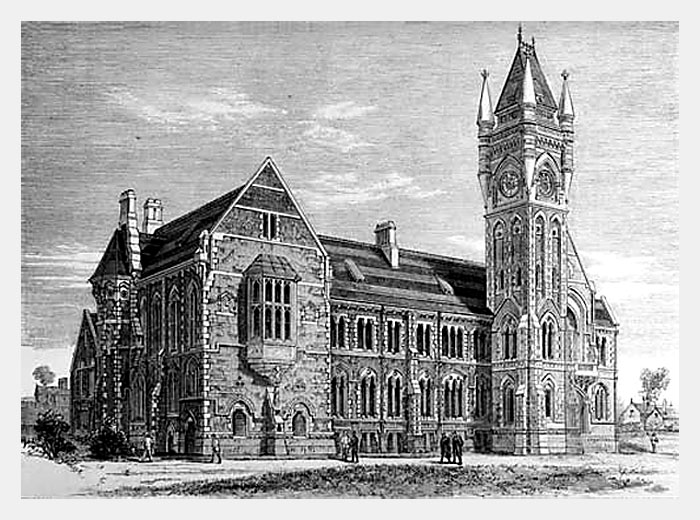
University of Otago - Clock Tower Building (1879)

Als Folge des Goldrausches in Otago von 1861 kamen Geld, namhafte Firmen und Persönlichkeiten nach Dunedin und da Bildung ein wichtiger Bestandteil des wirtschaftlichen und kulturellen Lebens der schottischen Siedler war, wurde 1869 von dem Otago Provincial Council die erste Universität des Landes gegründet. Nach zweijähriger Vorbereitung startete der Lehrbetrieb 1871 mit nur drei Professoren und 81 Studenten in einem Gebäude in der Princes Street, das später die Börse von Dunedin wurde. Als das Ereignis des Jahres gefeiert wurde, schlossen zu der Eröffnungszeremonie alle Büros und Geschäfte der Stadt. Erster Kanzler der Universität wurde Thomas Burns (1796–1871), Pfarrer und Mitbegründer von Dunedin. Er wurde damit geehrt für sein Engagement, in Dunedin Bildungsinstitutionen zu schaffen und zu unterstützen.
Doch ein Jahr zuvor, 1870, war die University of Otago per Gesetz der University of New Zealand als angegliedertes College untergeordnet worden. Nachdem 1961 das Konstrukt der University of New Zealand aufgelöst worden war und alle bis dahin entstandenen akademischen Bildungseinrichtungen eigenständig geworden waren, war damit der alte Status der University of Otago von 1869 wiederhergestellt.
Als 1879 das erste neue Gebäude für einen eigenständigen Campus fertiggestellt wurde, zog die Universität um und gründete damit den noch heute bestehenden Campus am River Leith in Nord Dunedin.
1998 sorgte die University of Otago für weltweite Aufmerksamkeit, als es dem Forscherteam um Andrew Wilson gelungen war, erstmals außerhalb der Vereinigten Staaten sowie von Frankreich und Deutschland das Bose-Einstein-Kondensat herzustellen.

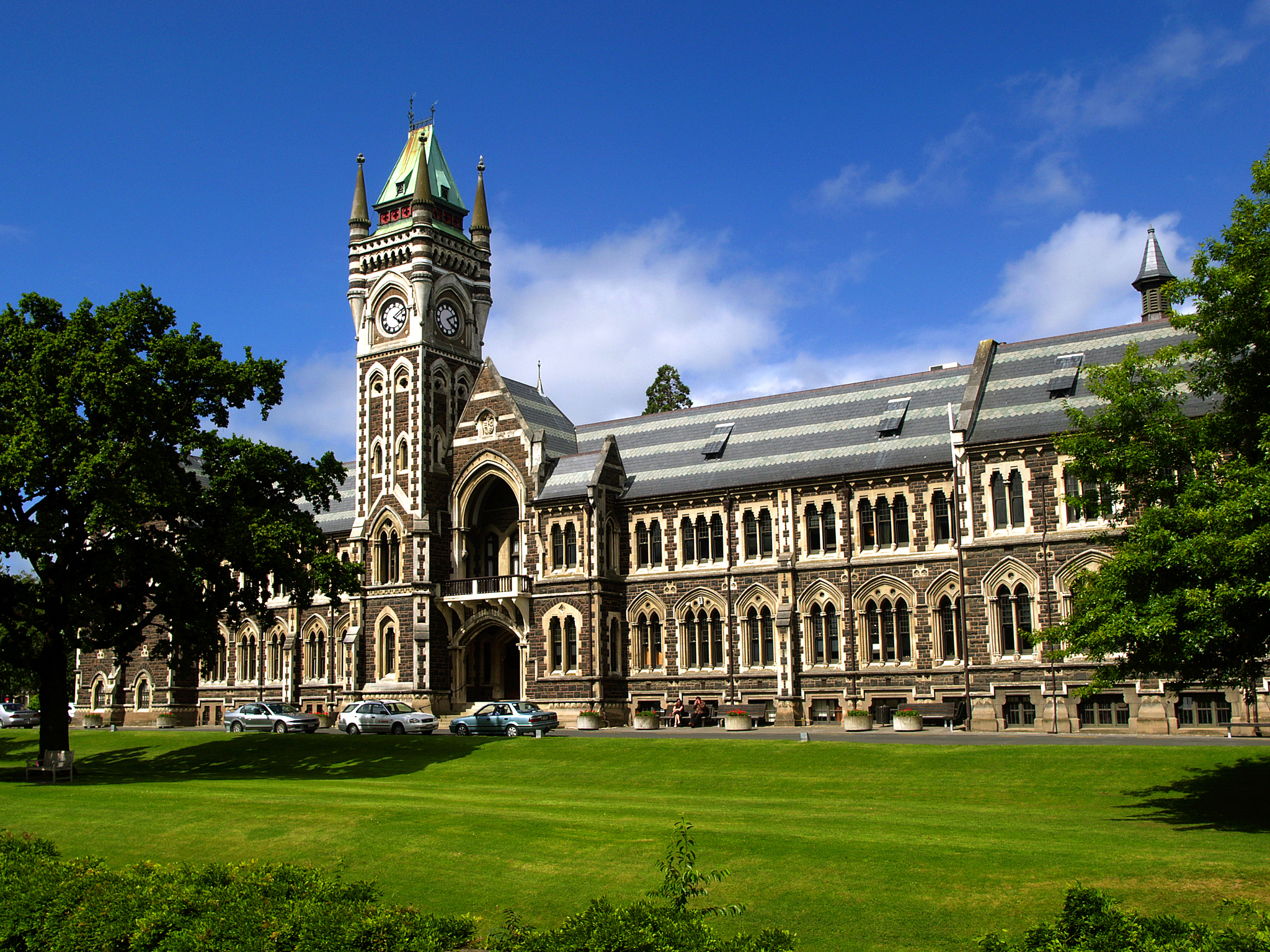
University of Otago - Clock Tower Building (2005)

Von Beginn an wurden an der University of Otago an allen Fakultäten Frauen zum Studium zugelassen. Sie war damit die erste Universität im gesamten Britischen Empire, an der Frauen dieses Recht zugestanden bekamen und damit Vorreiter im Kampf um die Frauenrechte. Es mag sein, dass die Streitschrift "An Appeal to the Men of New Zealand" von Mary Ann Muller (1820–1901), 1869 im Nelson Examiner veröffentlicht, dazu beigetragen hatte, Frauen gleichberechtigten Bildungszugang zu gewährleisten. Die Bewegung, die von nun an entstand, hatte zumindest die Gleichstellung der Frau in der neuseeländischen Gesellschaft mit geprägt.

### Campus
1877 wurde Maxwell Bury (1825–1912) damit beauftragt, ein Gebäude im gotischen Stil für die Universität zu entwerfen. 1879 war das Hauptgebäude mit dem Turm, das als Registry Building oder vielfach auch als Clock Tower bezeichnet wird, fertiggestellt. Die Architektur wurde dem Hauptgebäude der Universität von Glasgow in Schottland entlehnt und mit dunkelblauem Basalt aus der Gegend um Port Chalmers und hellem Oamaru stone kontrastiert. Bury erhielt noch weitere Aufträge für Erweiterungen bis 1884. Ab 1908 übernahm Edmunde Anscombe den Baustil, entwarf weitere Gebäude für das Ensemble und wurde schließlich Architekt der Universität.
In den 1950er Jahren ordneten Regierungsbeamte wegen nicht ausreichender Stabilität und Erdbebengefahr den Abriss des Turms (Clock Tower) an. Mit hohem finanziellen Aufwand seitens der Universität konnte der Turm schließlich erhalten werden. Heute ist das alte Gebäude ein Wahrzeichen der Universität, von Dunedin und der gesamten Region Otago.

## Universität heute

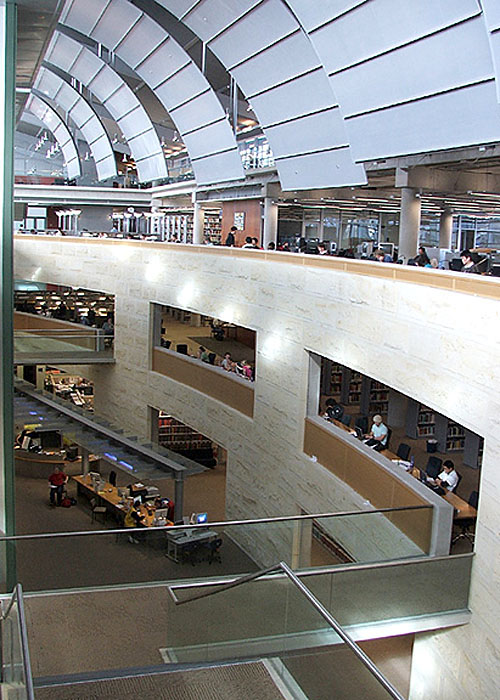
Neue Bibliothek der University of Otago (Innenansicht)

Seit der Aufnahme des Lehrbetriebs 1871 stiegen die Studentenzahlen kontinuierlich bis auf 20.057 im Jahr 2005 an. Eine geringfügige Abnahme gab es 2006 (19.853). Die Universität in Dunedin ist mit 3.250 Vollzeitbeschäftigten der größte Arbeitgeber der Stadt und der Region Otago. Von den 2.660 ausländischen Studenten (2006) stellten die deutschen Studenten mit 174, hinter China (625), den USA (561) und Malaysia (239)  die viertgrößte Gruppe. 56,2 % aller Studierenden sind weiblichen Geschlechts, was die Proportion von Mann (48,8 %) und Frau (51,2 %) in der neuseeländischen Gesellschaft sogar um knapp 5 Prozentpunkte übersteigt. Das wirtschaftliche Volumen der Universität umfasste 2006 rund 430 Millionen NZ$, wobei ein Plus von 30 Millionen NZ$ im Berichtsjahr zeigt, dass mit dem universitären Lehrbetrieb in Neuseeland auch Geld verdient wird.
Die Vision der University of Otago für die Zukunft ist, eine "forschungsbezogene Universität mit exzellenter internationaler Reputation zu sein". 2007 wurde sie zur besten Universität des Landes in Sachen leistungsbasierter Forschung gekürt. 2010 war sie Gründungsmitglied des internationalen Matariki Universitätsnetzwerks.

## Bekannte Absolventen
- Rui Maria de Araújo (* 1964), osttimoresischer Politiker
- Philip Hewitt, neuseeländischer Diplomat
- Tomasi Puapua (* 1938), tuvaluischer Politiker
- Malcolm Ross (1862–1930), neuseeländischer Journalist und Bergsteiger